# Нове Гути
Нове Гути (пол. Nowe Huty) — село в Польщі, у гміні Тухоме Битівського повіту Поморського воєводства.
Населення — 81 особа (2011).
У 1975-1998 роках село належало до Слупського воєводства.

## Демографія
Демографічна структура станом на 31 березня 2011 року:
|          | Загалом | Допрацездатний вік | Працездатний вік | Постпрацездатний вік |
| -------- | ------- | ------------------ | ---------------- | -------------------- |
| Чоловіки | 40      | 11                 | 24               | 5                    |
| Жінки    | 41      | 10                 | 20               | 11                   |
| Разом    | 81      | 21                 | 44               | 16                   |